# アイアンガール ULTIMATE WEAPON
『アイアンガール ULTIMATE WEAPON』（アイアンガール アルティメット ウェポン）は、明日花キララ主演のSFアクション映画。監督・藤原健一、脚本・村川康敏。製作は「IRON GIRL 2」製作委員会。

## 概要
2012年に公開された前作『アイアンガール』から世界観を一新し、主演のみ引き継いだSFアクション映画第2弾。
公開当時、「史上初！会いにいける劇場体感型MOVIE！」と題して「明日花キララと5番勝負！」などのイベントが行われた。
国内での公開後、韓国、アメリカ、香港、タイで上映。国内以上にアジア圏で人気を博した。

## ストーリー
近未来。第三次世界大戦の末、日本に「核の冬」が訪れた。政府は崩壊し、日本は野盗たちが跋扈する「無法地帯」となっていた。その野盗たちを狩るのが、バウンティハンター（賞金稼ぎ）である。中でも、最強といわれているクリスは、底知れぬパワーを誇るアーマードスーツを装着し、次から次へと無法者たちを倒していた。民衆は彼女を“アイアンガール”と呼んでいた。クリスは名前を除く一切の他の記憶を失っている。自分は誰なのか？　どこから来て、どこへ向かおうとしていたのか？　記憶を取り戻すべく、彼女は孤独な戦いを続ける。
しかし、マッド・シティを牛耳る「スパルティ連合」が、クリスを見過ごす筈がなかった。凄腕の刺客、キルやポイズンがアイアンガールに襲いかかる。やがて、安住の地であったコロニーまでが襲撃され、クリスを姉と慕うミリアまでが深手を負ってしまった。新たな相棒・ケントと共に、決戦へと赴くクリス。彼女の前に謎の美女ジュリアが立ちはだかる。見え始めた“真実”と見失った“愛”に葛藤しながらも、クリスは野盗のボス、スパルティとの決戦に挑む。

## キャスト
- 早乙女クリス（アイアンガール） - 明日花キララ
- 竜崎ケント - 岩永洋昭
- 花村ミリア - 岸明日香
- キル - 河合龍之介
- ポイズン - 亜紗美
- ジュリア - 森下悠里
- スナッチ - けーすけ
- 川崎ナナ - 成田愛
- マッド・スパルティ - ボブ鈴木
- 若村ダイゴ - 佐藤良洋
- 加藤シゲル - 幸野賀一
- ジェイル - 島津健太郎
- マダム - 伊藤清美
- チュウ博士 - 森羅万象
- コブラ - 加賀谷圭
- シャーク - 稲葉凌一
- ジャッカル - 坂場君
- レディ - うつみちはる
- ガール - 松尾ケイリン

## スタッフ
- 監督 - 藤原健一
- 脚本 - 村川康敏
- アクション監督 - 柴原孝典
- アクションコーディネーター - 沙季華、久保翔
- コスチュームデザイン - JUN@1
- 音楽 - 與語一平
- 撮影・照明 - 今井哲郎
- 録音 - 山口勉
- 美術 - 貝原クリス亮
- 衣装 - 小海綾美
- ヘアメイク - 中尾あい
- ガンエフェクト - 芦野弘忠
- 助監督 - 伊藤一平
- メイキング担当 - 加藤晋也
- 製作者 - 金澤宏次、梅村昭夫、多井久晃、アントニオ・ブルワー
- 企画 - 斎藤正明、西谷正仁、小林俊宏
- プロデューサー - 元信克則
- 制作プロダクション - ユニオン映画
- 制作協力 - ANGLE
- 配給 - 渋谷プロダクション
- 製作 - IRON GIRL2製作委員会（ユニオン映画、クレイ、ワコー、プラステス）
- 宣伝 - ブラウニー

## 主題歌
「Wishing upon a magical star」
歌 - Milky Bunny